# Tazlina (rivière)
Pour les articles homonymes, voir Tazlina.
La rivière Tazlina est une rivière d'Alaska aux États-Unis, dans la Région de recensement de Valdez-Cordova. Longue de 48 km, elle coule vers l'est depuis le lac Tazlina jusqu'à la rivière Copper, à 11 kilomètres au sud-est de Glennallen.